# Bzoummar
Bzoummar o Bzommar (in arabo بزمار‎?) è un villaggio libanese. Si trova 36 chilometri a nordest di Beirut ad un'altitudine compresa tra i 920 e i 950 metri sul Mediterraneo. Fa parte della qazaa del distretto di Kisrawan. Bezoummar è da 250 anni la sede di un convento e della residenza del patriarca della chiesa armeno-cattolica. Tra il 2006 e il 2007 Bzoummar è stata la residenza del leader politico cristiano Samir Geagea. Nonostante l'opposizione degli abitanti del villaggio, come la maggior parte delle persone amano il generale Michel Aoun.